# آتش در خرمن
آتش در خرمن فیلمی به کارگردانی سعید حاجی میری و نویسندگی محمدرضا سرهنگی و حسین فتاحی ساختهٔ سال ۱۳۷۰ است. این فیلم با الهام از کتاب آتش در خرمن ساخته شده است.

## خلاصه داستان
با آغاز جنگ ایران و عراق طالب، ارباب روستای مالکیه مقدمات را برای ورود ارتش عراق به خاک ایران فراهم می‌کند. او با شعار «امت واحد عربی» می‌کوشد مردم را به بدرقهٔ سربازان عراقی بفرستد. خاله طوبی با اطلاع از این موضوع به روستا می‌رود تا خواهرزاده اش رحمان را که چوپان گاومیش‌های طالب است، به اهواز ببرد. روحانی روستا با طالب و عواملش در ستیز است. خاله طوبی و رحمان به وسیله سربازان دشمن اسیر می‌شوند. یکی از رعیت‌های طالب به نام جاسب، که قصد کمک به خاله طوبی و رحمان را دارد، به اسارت سربازان عراقی درمی آید. روزی که رحمان گاومیش‌ها را به چرا برده شاهد قتل‌عام گروهی از روستاییان به دست سربازان عراقی است. او با اسلحه ای که بر پشت گاومیشی پنهان کرده یک سرباز عراقی را از پا درمی‌آورد و از مهلکه می‌گریزد. سربازان ایرانی او را نجات می‌دهند. رحمان در کنار جاسب و رزمندگان بسیجی در آزادسازی زادگاهش شرکت می‌کنند.

## بازیگران
- لفته حیدری
- حسین یاری
- نعمت اله لاریانی
- عزیز پیرانی
- جابر سلامی زاده
- داراب آقاسی زاده
- حسن رضایی پور
- جلال جباری
- علی قلی امیراحمدی
- سهامه جوهری
- لفته لودمی
- سعید عراقی
- مهدی طیبی